# Bastion
Pour les articles homonymes, voir Bastion (homonymie).
 (octobre 2024).

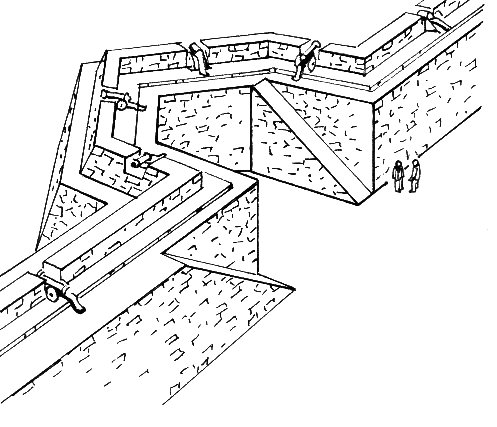
Représentation d'un bastion.

Le bastion est un ouvrage en fortification bastionnée de forme pentagonale qui fait partie de l’enceinte du corps d’une place ou des remparts d'une ville, présentant en saillie deux faces et deux flancs. Il est relié à l’enceinte par ces derniers. De profil remparé, il est doté d'un parapet percé d'embrasures destinées à l'artillerie des deux flancs qui flanque les fossés et d'une artillerie des deux faces qui tire sur la campagne.
Il remplace, dans les fortifications classiques, la tour pour fournir les feux de flanquement sur la courtine et défendre les angles du corps de place. Il est constitué par un talus de terre appuyé sur le mur intérieur du fossé, l'escarpe. Le talus constitue une plate-forme, la banquette, où est disposé le plus gros de l'artillerie de la place forte.

## Histoire

### Origine
L'apparition et le développement de l'artillerie au XVe siècle rendent caduque la fortification médiévale et pousse à une évolution par l'apparition d'ouvrages dits de transition entre l'époque médiévale et la fortification bastionnée comme les boulevards et tours d'artillerie.

### Évolution

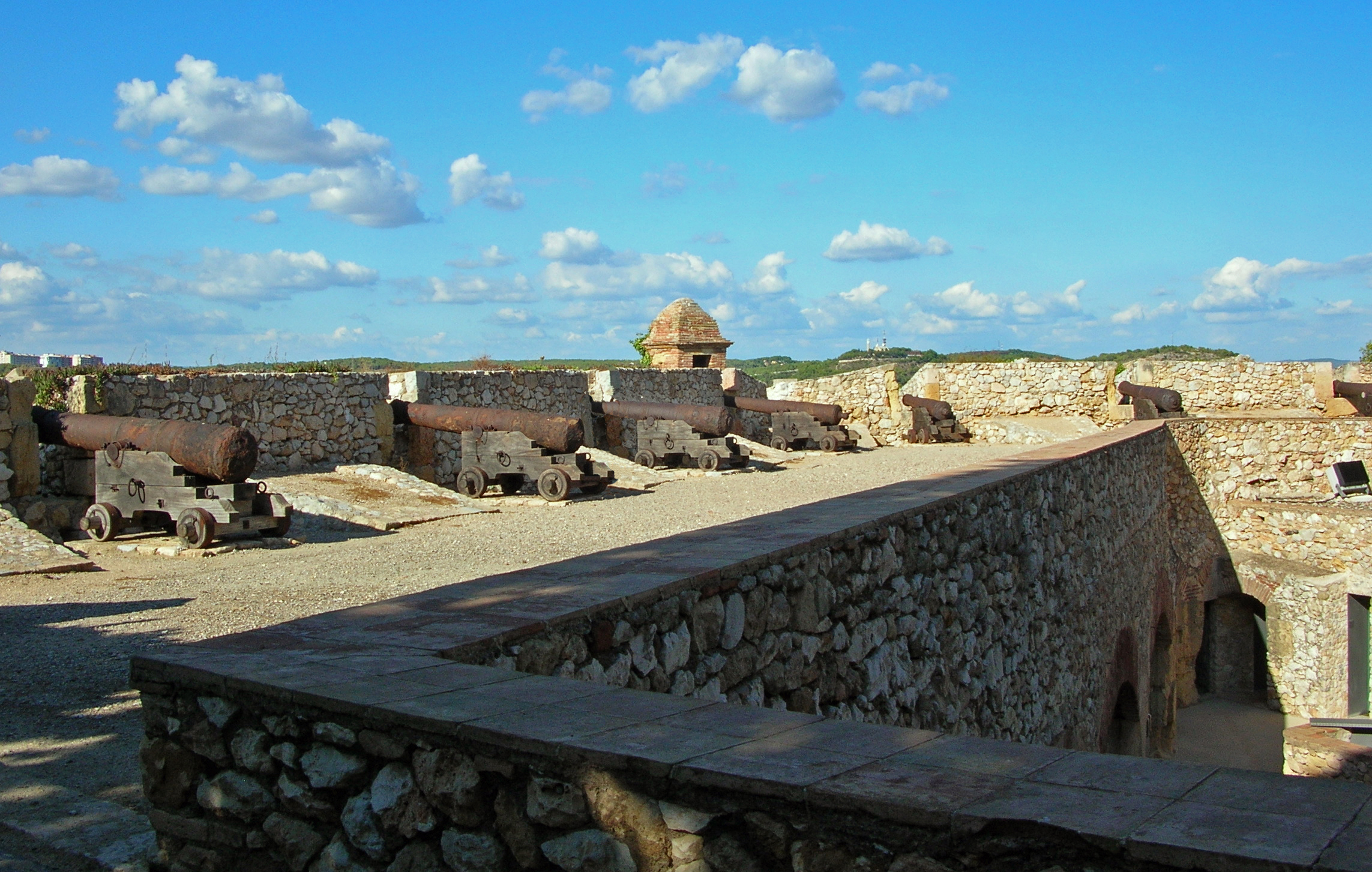
Bastion Saint-Dominique sur les remparts de Tarragone en Espagne.

Son invention au début du XVIe siècle est une réponse au développement de l'artillerie (perfectionnement du canon coulé d'une pièce en fonte puis en bronze, suspendu à l'affût par deux tourillons, mise au point du mortier, du boulet métallique, etc.) et de l'emploi des mines. On attribue les premiers essais de construction de fortifications bastionnée à Francesco di Giorgio Martini.
Les premières applications en France peuvent se voir à Navarrenx, alors en Navarre, à Saint-Paul-de-Vence et à Montreuil-sur-Mer dont les remparts ont été construits, le premier, à partir de 1540 sur les plans de Fabricio Siciliano et le second, en 1544, sur ceux de Jean de Renaud de Saint-Rémy. En 1585, l'ingénieur italien Aurelio Pasini fit ériger des fortifications à Vitry-le-François.
Sa forme est pentagonale, avec deux faces vers l'ennemi, deux flancs fournissant les feux de flanquement sur la courtine (canons que l'assiégé charge à mitraille, ferraille et clous pour abattre les assiégeants parvenus au pied du bastion sans abîmer ses propres remparts) et la gorge vers le corps de place. Les flancs étaient de deux types, droits ou courbes avec des orillons. Le bastion pouvait être plein et coiffé d'un cavalier, une plateforme surélevée, elle aussi pentagonale, où se positionnait l'artillerie à longue portée. Les bastions alternaient avec des ouvrages avancés, les demi-lunes et tenailles qui croisaient leur feux avec ceux des bastions, dessinant un plan général en étoile. Les angles des bastions étaient souvent équipés d'une échauguette pour les sentinelles du fort.
À son origine, le bastion était lié au corps de la fortification principale et la chute de l'un d'entre eux signifiait le plus souvent la chute du fort. Vauban innova en le transformant en ouvrage détaché, qu'il nomma « contre-garde ». La tour bastionnée qui le remplaçait sur le corps de place permettait alors de tirer avec de l'artillerie, sur l'arrière du bastion, après sa capture, ce qui rendait la tâche de l'assaillant encore plus compliquée.